# 평면관절
평면관절은 생리학적 조건 하에서 활주 운동만 허용하는 활막 관절이다.